# كاتيا بيرغر
كاتيا بيرغر (بالألمانية: Katya Berger)‏ هي ممثلة ألمانية، ولدت في 1964 بميونخ في ألمانيا.

## وصلات خارجية
- كاتيا بيرغر على موقع IMDb (الإنجليزية)
- كاتيا بيرغر على موقع أول موفي (الإنجليزية)
- كاتيا بيرغر على موقع قاعدة بيانات الفيلم (الإنجليزية)
- كاتيا بيرغر على موقع كينوبويسك (الروسية)